# Демидов, Валентин Валентинович
Валентин Валентинович Демидов (укр. Валентин Валентинович Демідов; род. 28 ноября 1976, Посёлок Совхоза Петровский, Липецкая область) — украинский и российский политик. Глава администрации Белгорода (с 17 января 2023 года).
Глава администрации города Симферополя (2021). Министр экономического развития Республики Крым (2015—2016). Городской голова города Армянск (2007—2015). Депутат Армянского городского совета (2002—2010). С 2014 года — член партии «Единая Россия», с 2005 года по 2014 год — член Партии регионов.

## Биография
Родился 28 ноября 1976 года в посёлке совхоза Петровский Липецкой области РСФСР. В 1986 году его родители по обмену переехали в Армянск, где его мать начала работать в бюро технической инвентаризации. Учился в Армянской средней школе № 1. В 1994 году поступил на юридический факультет Симферопольского государственного университета им. М. В. Фрунзе (с 1999 года — Таврический национальный университет имени В. И. Вернадского), который окончил в 2000 году по специальности «правоведение».
Трудовую деятельность Демидов начал в Армянске в сентябре 1998 года в качестве специалиста хозрасчётной группы «Планида». Спустя четыре месяца он переходит на должность главного специалиста-юрисконсульта Пенсионного фонда Украины в Армянске.
В мае 1999 года стал сотрудником «Крымского Титана» — крупнейшего производителя диоксида титана на территории Восточной Европы. На предприятии начал работать юрист-консультантом претензионно-договорного бюро, а в 2011 году стал исполнять обязанности заместителя начальника юридического управления — начальника бюро претензионного арбитражного обеспечения.
В 2002 году был избран депутатом Армянского городского совета. С 2002 по 2007 год являлся секретарём Армянского городского совета. В 2005 году вступил в Партию регионов, а в 2006 году был переизбран депутатом горсовета. Возглавлял армянскую ячейку Партии регионов. В 2006 году окончил Одесский региональный институт государственного управления НАГУ при Президенте Украины, где получил специальность «магистр государственного управления».
В 2007 году Валентин Демидов избран городским головой Армянска. На местных выборах 2010 года жители города вновь избрали его городским головой. После аннексии Крыма Российской Федерацией остался на своей должности и на первых региональных выборах в Крыму по российскому законодательству стал главой городской администрации города Армянск. В годы его правления городом, Демидов критиковался за предоставление привилегий своим родственникам, независимо от их профессиональных качеств.
16 июня 2015 года назначен Сергеем Аксёновым министром экономического развития Республики Крым. В декабре 2016 года написал заявление об отставке с поста министра по собственному желанию. С января 2017 по сентябрь 2019 года являлся директором департамента по территориальному развитию и взаимодействию с органами местного самоуправления города Севастополь.
В сентябре 2020 года стал заместителем главы администрации города Симферополя. На этом посту занимался вопросами внутренней информационной политики и межнациональных отношений. В феврале 2021 года глава администрации города Симферополя Елена Проценко подала в отставку, а Демидов стал исполнять обязанности главы города. 29 марта 2021 года Демидов победил в конкурсе на замещение вакантной должности главы администрации города. После чего, 4 апреля 2021 года депутаты городского совета Симферополя избрали Демидова главой администрации города Симферополя. Демидов стал пятым руководителем города за семилетний период с момента аннексии Крыма Россией.
30 декабря 2021 года покинул пост главы администрации Симферополя по собственному желанию. 11 января 2022 года депутаты городского совета Симферополя на внеочередной сессии приняли отставку Демидова.
28 февраля 2022 года назначен советником губернатора Белгородской области Вячеслава Гладкова.
12 сентября 2022 года назначен советником мэра Белгорода Антона Иванова.
12 октября 2022 года назначен первым заместителем мэра Белгорода Антона Иванова. С 8 ноября 2022 года — исполняющий обязанности мэра Белгорода.
С 17 января 2023 года — Мэр Белгорода.

## Награды и звания
- Благодарность председателя Совета министров Автономной Республики Крым (2003)[2].
- Грамота Верховной рады Украины (2007)[2].
- Орден «За заслуги» III степени (Украина, 2008)[2].
- Орден 1020-летия Крещения Руси (2008)[2].
- Почётная грамота Верховной рады Украины (2013)[2].
- Медаль «За защиту Республики Крым» (2015) — за мужество, патриотизм, активную общественно-политическую деятельность, личный вклад в укрепление единства, развитие и процветание Республики Крым и в связи с празднованием первой годовщины воссоединения Крыма с Россией[17].

## Личная жизнь
Женат. Воспитывает сына и дочь.
Православный.